# 川越西郵便局
川越西郵便局（かわごえにしゆうびんきょく）は、埼玉県川越市にある郵便局である。民営化前の分類では集配普通郵便局であった。

## 概要
住所：〒350-1199 埼玉県川越市小室22-1
郵政省当時、関東郵政局管内に所在する郵便局の人事・会計にかかる共通事務の集中処理を行う「川越西郵便局共通事務センター」が当局に設置されていた。
郵便番号7桁制へ移行する実証実験が行われたのも川越西郵便局である。
つくば万博で実施された「ポストカプセル郵便」は、博覧会の終了後筑波学園郵便局にて保管されていたが、2001年（平成13年）1月1日の配達に際し、保管されていた郵便物を筑波学園郵便局から当局へ運び込み、当局で発送準備作業を行った後、全国へ向けて発送された。

## 沿革
- 1993年（平成5年）7月5日 - 川越西郵便局として、川越市小室に開局[3]。川越郵便局および上福岡郵便局から集配業務を移管[4]。
- 1998年（平成10年）9月1日 - 外国通貨の両替および旅行小切手の売買に関する業務取扱を開始
- 2007年（平成19年）10月1日 - 民営化に伴い、併設された郵便事業川越西支店、かんぽ生命保険川越支店に一部業務を移管。
- 2008年（平成20年）8月20日 - JPローソン川越西郵便局店がオープン。
- 2010年（平成22年）4月1日 - 川島集配センターの統括を郵便事業川越西支店から同川越支店に移管。
- 2012年（平成24年）10月1日 - 日本郵便株式会社発足に伴い、郵便事業川越西支店を川越西郵便局に統合。
- 2015年（平成27年）10月13日 - かんぽ生命保険川越支店が当局から川越市東田町5-3東田町ビルに移転[5]。
- 2021年（令和3年) 10月29日 - 川越西郵便局に無人ファミリーマート、 ファミリーマート川越西郵便局／S店をオープン。TTGが開発した小型モジュール店舗第一号[6]。

## 取扱内容

### 川越西郵便局
- 郵便、印紙、ゆうパック、内容証明
- 貯金、為替、振替、振込、国際送金、外貨両替・トラベラーズチェック、国債、投資信託
- 生命保険、バイク自賠責保険、自動車保険、変額年金保険、がん保険、引受条件緩和型医療保険
- ゆうちょ銀行ATM
- 郵便番号の上2桁が35および36の地域あての郵便物を配達局ごとに区分する業務（地域区分局業務）
- 川越市内の一部地域（郵便番号：350-11XX）の集配業務
- ゆうゆう窓口

## 周辺
- 川越水上公園
- 尚美学園大学 川越キャンパス
- 川越市立泉小学校

## アクセス
- JR川越線 西川越駅から徒歩約15分、東武東上線 川越市駅から徒歩約19分
- 関越自動車道 川越ICから北へ約2.5km
- 駐車場あり：46台